# Hans Vollhardt
Hans Vollhardt (* 5. Juli 1938 in Offenbach am Main) ist ein deutscher Kommunalpolitiker.

## Werdegang
1971 trat Vollhardt in die CSU ein. Von 1972 bis 1994 war er Erster Bürgermeister der Stadt Ebersberg. Seit 1972 sitzt er für die CSU im Kreistag des Landkreises Ebersberg, seit 1973 ist Vollhardt Mitglied im Ortsvorstand der CSU Ebersberg und von 1977 bis 2011 war er im Kreisvorstand der Partei.
1994 folgte Vollhardt Hermann Beham als Landrat, nachdem dieser aus gesundheitlichen Gründen zurücktreten musste. Vollhardt blieb bis 2002 in diesem Amt. Ihm folgte Gottlieb Fauth als neuer Landrat.
2001 gründete Vollhardt die Senioren-Union im Landkreis Ebersberg und blieb bis 2009 ihr Kreisvorsitzender. Im April 2018 trat Vollhardt aufgrund der Wahl von Markus Söder zum bayerischen Ministerpräsidenten aus der CSU aus.
Vollhardt ist verheiratet und hat zwei Kinder. Er ist evangelisch-lutherischen Glaubens.